# Amplituda
Amplitúda je pri nihanju največji odmik nihajoče količine od ravnovesne lege. Enota amplitude je enaka enoti nihajoče količine.